# Pareggio di bilancio nella Costituzione italiana
La legge costituzionale 1/2012 ("Introduzione del principio del pareggio di bilancio nella Carta costituzionale") è una legge di modifica della Costituzione italiana approvata dal Parlamento italiano nel 2012. Essa ha modificato gli articoli 81, 97, 117 e 119 della Costituzione, inserendo nella Carta il principio del pareggio di bilancio. La legge costituzionale è entrata in vigore l'8 maggio 2012, ma le sue disposizioni hanno avuto effetto a partire dall'anno 2014.

## Storia
Già Luigi Einaudi, futuro presidente della Repubblica, aveva tentato di inserire il pareggio di bilancio in costituzione durante l'Assemblea Costituente.
Nel 2011, nell'ambito della grande recessione e della crisi del debito sovrano europeo, l'Italia stava a sua volta attraversando una grave crisi economica e finanziaria. In seguito alle pressanti richieste da parte delle istituzioni europee e internazionali (Raccomandazione del Consiglio n. 2011/C 215/02 del luglio 2011, Lettera Trichet-Draghi del 5 agosto 2011), il Governo Berlusconi IV fu costretto a varare misure più restrittive sulla finanza pubblica.
Per questo motivo l'8 settembre 2011 il Consiglio dei Ministri varò, su proposta del Ministro dell'Economia e delle Finanze Giulio Tremonti, un disegno di legge costituzionale che prevedeva di introdurre il principio del pareggio di bilancio nella Carta Costituzionale. La Commissione Affari Costituzionali e la Commissione Bilancio della Camera dei deputati iniziarono ad esaminare il disegno di legge costituzionale il 5 ottobre 2011 e licenziarono il testo il 10 novembre.
Il 12 novembre 2011 il Presidente del Consiglio Silvio Berlusconi rassegnò le dimissioni. Il giorno seguente (13 novembre 2011) il Presidente della Repubblica Giorgio Napolitano nominò Presidente del Consiglio Mario Monti.
In coerenza con i nuovi indirizzi del Governo, il Parlamento scelse di esaminare più velocemente il disegno di legge costituzionale sul pareggio di bilancio, tanto più che i suoi contenuti furono generalizzati, mediante l'adozione del Fiscal compact, per tutti gli Stati membri dell'UE che scelsero di aderirvi, all'inizio del 2012.
La norma venne infatti approvata in soli sei mesi, un periodo di tempo alquanto breve, se si considera che una legge costituzionale necessita di quattro letture parlamentari e di una pausa di tre mesi tra la seconda e la terza. In tutte e quattro le letture parlamentari il disegno di legge venne approvato a larghissima maggioranza, ricevendo il voto favorevole sia della maggioranza che dell'opposizione. Dato che i voti favorevoli al disegno di legge superarono i due terzi dei membri di entrambi i rami del Parlamento, non fu necessario ricorrere ad un eventuale referendum confermativo.

## Contenuto
La legge è composta da 6 articoli. Di seguito il testo della legge:

### Articolo 1
1. L'articolo 81 della Costituzione è sostituito dal seguente:
Articolo 81
«Lo Stato assicura l'equilibrio tra le entrate e le spese del proprio bilancio, tenendo conto delle fasi avverse e delle fasi favorevoli del ciclo economico. Il ricorso all'indebitamento è consentito solo al fine di considerare gli effetti del ciclo economico e, previa autorizzazione delle Camere adottata a maggioranza assoluta dei rispettivi componenti, al verificarsi di eventi eccezionali. Ogni legge che importi nuovi o maggiori oneri provvede ai mezzi per farvi fronte. Le Camere ogni anno approvano con legge il bilancio e il rendiconto consuntivo presentati dal Governo. L'esercizio provvisorio del bilancio non può essere concesso se non per legge e per periodi non superiori complessivamente a quattro mesi. Il contenuto della legge di bilancio, le norme fondamentali e i criteri volti ad assicurare l'equilibrio tra le entrate e le spese dei bilanci e la sostenibilità del debito del complesso delle pubbliche amministrazioni sono stabiliti con legge approvata a maggioranza assoluta dei componenti di ciascuna Camera, nel rispetto dei principi definiti con legge costituzionale».

### Articolo 2
1. All'articolo 97 della Costituzione, al primo comma è premesso il seguente: «Le pubbliche amministrazioni, in coerenza con l'ordinamento dell'Unione europea, assicurano l'equilibrio dei bilanci e la sostenibilità del debito pubblico».

### Articolo 3
1. All'articolo 117 della Costituzione sono apportate le seguenti modificazioni:
a) al secondo comma, lettera e), dopo le parole: «sistema tributario e contabile dello Stato;» sono inserite le seguenti: «armonizzazione dei bilanci pubblici;»;
b) al terzo comma, primo periodo, le parole: «armonizzazione dei bilanci pubblici e» sono soppresse;

### Articolo 4
1. All'articolo 119 della Costituzione sono apportate le seguenti modificazioni:
a) al primo comma sono aggiunte, infine, le seguenti parole: «, nel rispetto dell'equilibrio dei relativi bilanci, e concorrono ad assicurare l'osservanza dei vincoli economici e finanziari derivanti dall'ordinamento dell'Unione europea»;
b) al sesto comma, secondo periodo, sono aggiunte, infine, le seguenti parole: «, con la contestuale definizione di piani di ammortamento e a condizione che per il complesso degli enti di ciascuna Regione sia rispettato l'equilibrio di bilancio».

### Articolo 5
1. La legge di cui all'articolo 81, sesto comma, della Costituzione, come sostituito dall'articolo 1 della presente legge costituzionale, disciplina, per il complesso delle pubbliche amministrazioni, in particolare:
a) le verifiche, preventive e consuntive, sugli andamenti di finanza pubblica;
b) l'accertamento delle cause degli scostamenti rispetto alle previsioni, distinguendo tra quelli dovuti all'andamento del ciclo economico, all'inefficacia degli interventi e agli eventi eccezionali;
c) il limite massimo degli scostamenti negativi cumulati di cui alla lettera b) del presente comma corretti per il ciclo economico rispetto al prodotto interno lordo, al superamento del quale occorre intervenire con misure di correzione;
d) la definizione delle gravi recessioni economiche, delle crisi finanziarie e delle gravi calamità naturali quali eventi eccezionali, ai sensi dell'articolo 81, secondo comma, della Costituzione, come sostituito dall'articolo 1 della presente legge costituzionale, al verificarsi dei quali sono consentiti il ricorso all'indebitamento non limitato a tenere conto degli effetti del ciclo economico e il superamento del limite massimo di cui alla lettera c) del presente comma sulla base di un piano di rientro;
e) l'introduzione di regole sulla spesa che consentano di salvaguardare gli equilibri di bilancio e la riduzione del rapporto tra debito pubblico e prodotto interno lordo nel lungo periodo, in coerenza con gli obiettivi di finanza pubblica;
f) l'istituzione presso le Camere, nel rispetto della relativa autonomia costituzionale, di un organismo indipendente al quale attribuire compiti di analisi e verifica degli andamenti di finanza pubblica e di valutazione dell'osservanza delle regole di bilancio;
g) le modalità attraverso le quali lo Stato, nelle fasi avverse del ciclo economico o al verificarsi degli eventi eccezionali di cui alla lettera d) del presente comma, anche in deroga all'articolo 119 della Costituzione, concorre ad assicurare il finanziamento, da parte degli altri livelli di governo, dei livelli essenziali delle prestazioni e delle funzioni fondamentali inerenti ai diritti civili e sociali.
2. La legge di cui al comma 1 disciplina altresì:
a) il contenuto della legge di bilancio dello Stato;
b) la facoltà dei Comuni, delle Province, delle Città metropolitane, delle Regioni e delle Province autonome di Trento e di Bolzano di ricorrere all'indebitamento, ai sensi dell'articolo 119, sesto comma, secondo periodo, della Costituzione, come modificato dall'articolo 4 della presente legge costituzionale;
c) le modalità attraverso le quali i Comuni, le Province, le Città metropolitane, le Regioni e le Province autonome di Trento e di Bolzano concorrono alla sostenibilità del debito del complesso delle pubbliche amministrazioni.
3. La legge di cui ai commi 1 e 2 è approvata entro il 28 febbraio 2013.
4. Le Camere, secondo modalità stabilite dai rispettivi regolamenti, esercitano la funzione di controllo sulla finanza pubblica con particolare riferimento all'equilibrio tra entrate e spese nonché alla qualità e all'efficacia della spesa delle pubbliche amministrazioni.

### Articolo 6
1. Le disposizioni di cui alla presente legge costituzionale si applicano a decorrere dall'esercizio finanziario relativo all'anno 2014.

## Iter di approvazione
L'iter di approvazione fu alquanto veloce per una legge costituzionale. Di seguito i vari passaggi:
- 8 settembre 2011 - Il Consiglio dei Ministri vara il disegno di legge costituzionale;
- 30 novembre 2011 - La Camera approva il disegno di legge costituzionale in prima lettura con 464 sì, 0 no e 11 astenuti[2];
- 15 dicembre 2011 - Il Senato approva il disegno di legge costituzionale in prima lettura con 255 sì, 0 no e 14 astenuti[3];
- 6 marzo 2012 - La Camera approva il disegno di legge costituzionale in seconda lettura con 489 sì, 3 no e 19 astenuti[4];
- 17 aprile 2012 - Il Senato approva il disegno di legge costituzionale in seconda lettura con 235 sì, 11 no e 34 astenuti[5];
- 20 aprile 2012 - Il Presidente della Repubblica Giorgio Napolitano promulga la legge costituzionale.

## Legge di attuazione
Alla legge costituzionale seguì, dopo alcuni mesi, la legge 243/2012 ("Disposizioni per l'attuazione del principio del pareggio di bilancio ai sensi dell'articolo 81, sesto comma, della Costituzione"), che attuava le disposizioni del nuovo articolo 81 della Costituzione.
La legge entrò in vigore il 30 gennaio 2013.

### Storia
In seguito all'approvazione della legge costituzionale 1/2012, si era resa necessaria una legge di attuazione che trasformasse in legge le disposizioni attuative contemplate nel nuovo articolo 81 della Costituzione. Per questo motivo, il 27 novembre 2012 l'onorevole Giancarlo Giorgetti (Lega Nord) presentò un apposito disegno di legge.
L'iter di approvazione fu alquanto veloce (la proposta divenne legge in meno di un mese) e, come per la legge costituzionale, in entrambe le letture parlamentari il testo fu approvato a larghissima maggioranza.

### Iter di approvazione
L'iter di approvazione della legge fu alquanto veloce. Di seguito i vari passaggi:
- 27 novembre 2012 - Il disegno di legge è presentato alla Camera dall'on. Giancarlo Giorgetti;
- 12 dicembre 2012 - La Camera approva il disegno di legge con 442 sì, 3 no e 6 astenuti.
- 20 dicembre 2012 - Il Senato approva il disegno di legge con 222 sì e 4 no.
- 24 dicembre 2012 - Il Presidente della Repubblica Giorgio Napolitano firma la legge.

### Contenuto
In attuazione del Fiscal compact e altre normative, impone il rispetto degli obiettivi fissati dall'Unione Europea per:
- rapporto tra debito pubblico e prodotto interno lordo;
- tasso di crescita della spesa pubblica;
- saldo del conto consolidato di bilancio annuale, uguale in valore all'"obiettivo a medio termine" UE.

Pertanto, la programmazione di bilancio e finanziaria deve essere coerente col rapporto debito/PIL. Il Governo e il Parlamento non potranno stabilire gli obiettivi del saldo di bilancio più gravosi di quelli definiti in sede europea.
La legge vieta il ricorso all'indebitamento per realizzare operazioni relative alle partite finanziarie (art. 4, comma 4). 
L'indebitamento è permesso a regioni ed enti locali soltanto per investimenti pluriennali soggetti ad ammortamento (art. 10), comunicandoli a Regione e Presidenza del Consiglio.
Regioni e enti locali sono obbligati al pareggio gestionale, in fase di previsione e in fase di rendiconto, sia per competenza che per cassa, fra entrate e spese correnti, e fra entrate e spese totali (art. 9).
Regioni e enti locali concorrono col loro eventuale avanzo a pagare il debito pubblico, attraverso il Fondo per l'ammortamento dei titoli di Stato (art. 12). È istituito l'Ufficio parlamentare di bilancio, organismo indipendente per l'analisi e la verifica degli andamenti di finanza pubblica e per la valutazione dell'osservanza delle regole di bilancio (artt. 16-19).
La Corte dei Conti ha il controllo del pareggio di bilancio delle amministrazioni pubbliche (art. 20).

## Critiche
La legge costituzionale e la legge di attuazione vennero fortemente criticate da numerosi oppositori del Governo Monti come il Movimento 5 Stelle e Sinistra Ecologia e Libertà, che accusarono Monti ed il suo governo di attuare politiche eccessivamente restrittive sulla finanza pubblica. Sinistra Ecologia e Libertà, Partito della Rifondazione Comunista, L'Altra Europa con Tsipras, alcuni esponenti della minoranza del Partito Democratico, FIOM, ARCI, Legambiente e altre associazioni hanno inoltre avviato una raccolta firme per la presentazione di una legge costituzionale di iniziativa popolare che cancelli la legge costituzionale 1/2012.
La campagna ha ricevuto il sostegno del Partito Marxista-Leninista Italiano e di personalità di spicco come Stefano Rodotà, Susanna Camusso, Norma Rangeri e Fausto Bertinotti.
Alcuni parlamentari di SEL hanno presentato,sia alla Camera dei deputati che al Senato della Repubblica, un emendamento alla Riforma costituzionale Renzi-Boschi per eliminare il pareggio di bilancio dalla Costituzione, il quale è stato però sempre respinto dalla maggioranza delle due Assemblee.

## Giurisprudenza costituzionale
Per la Corte costituzionale, «il principio di analitica copertura finanziaria – espresso dall’art. 81, terzo comma, Cost., come formulato dalla legge costituzionale n. 1 del 2012 e previsto dall’art. 17 della legge n. 196 del 2009 – ha natura di precetto sostanziale, cosicché ogni disposizione che comporta conseguenze finanziarie di carattere positivo o negativo deve essere corredata da un’apposita istruttoria e successiva allegazione degli effetti previsti e della relativa compatibilità con le risorse disponibili» (sentenza n. 224 del 2014). In questa prospettiva la legge n. 196 del 2009, nella parte in cui prescrive, all’art. 17, quale presupposto per la copertura finanziaria, la previa quantificazione della spesa o dell’onere, lo fa per «l’evidente motivo che non può essere assoggettata a copertura un’entità indefinita» (sentenza n. 181 del 2013).
Con la sentenza n. 133/2016, poi, la Corte costituzionale respinse una questione di legittimità costituzionale, per la violazione dell’art. 81, terzo comma, Cost. consistente nel fatto che la legge impugnata "non sarebbe stata corredata dalla realizzazione di tutti gli adempimenti necessari a garantire l’esatta quantificazione e la credibile copertura degli oneri finanziari da esse derivanti, in specie degli adempimenti prescritti dall’art. 17, comma 3, della legge 31 dicembre 2009, n. 196 (Legge di contabilità e finanza)": "come risulta sia dai lavori preparatori della legge di conversione sia dalla Nota di lettura n. 57, redatta dal Servizio del bilancio del Senato, (...) tali indicazioni sono state rispettate. L’adozione delle misure contenute (...) è corredata dalla relazione tecnica prescritta dall’art. 17 della legge n. 196 del 2009 e contiene anche il quadro analitico delle proiezioni finanziarie almeno decennali, prescritto dal citato art. 17. (...) Poiché gli adempimenti prescritti dall’art. 17 della legge n. 196 del 2009 sono stati soddisfatti, i conteggi svolti in relazione alla spesa e le previsioni effettuate non appaiono implausibili (sentenza n. 214 del 2012), con conseguente esclusione della violazione dell’obbligo di copertura finanziaria" (paragrafo 4.3.1. del Considerato in diritto).
Nella sentenza n. 275/2016 la Corte costituzionale ha così respinto la tesi secondo cui una disposizione comportante spese debba necessariamente contenere "il limite delle somme iscritte in bilancio", pena la violazione del nuovo art. 81 Cost. per carenza di copertura finanziaria: "a parte il fatto che, una volta normativamente identificato, il nucleo invalicabile di garanzie minime per rendere effettivo il diritto allo studio e all’educazione degli alunni disabili non può essere finanziariamente condizionato in termini assoluti e generali, è di tutta evidenza che la pretesa violazione dell’art. 81 Cost. è frutto di una visione non corretta del concetto di equilibrio del bilancio, sia con riguardo alla Regione che alla Provincia cofinanziatrice. È la garanzia dei diritti incomprimibili ad incidere sul bilancio, e non l’equilibrio di questo a condizionarne la doverosa erogazione" (paragrafo 11 del Considerato in diritto).